# Sant Mer de Vilademuls
Sant Mer de Vilademuls és una ermita del veïnat de Les Olives (municipi de Vilademuls, Pla de l'Estany), inclosa a l'Inventari del Patrimoni Arquitectònic de Catalunya.

## Descripció
Edifici de planta rectangular cobert a dues aigües, de planta baixa i dos pisos. A la façana nord-oest té un porxo d'accés, també cobert a dues aigües, encara que més baix. El parament exterior presenta nombroses obertures disposades de forma desordenada. Dins el porxo s'hi ha construït un balcó o púlpit que tapa la porta d'accés. Molt modificat.

## Història
L'ermita està dedicada al Sant abat de Banyoles anomenat popularment Sant Mer. Segons documents de la casa Lleal d'Olives, ja en el segle xiii existia una ermita dedicada al sant. Aquesta primitiva església fou reedificada l'any 1627 per iniciativa del noble Ramón de Xammar i Samsó amb les pedres derruïdes del proper castell de Turris Durris i amb autorització del capítol de Girona. Excavant el subsòl de la capella es va trobar una arqueta amb les relíquies d'un cos sagrat, dipositades en un altar dedicat a Sant Mer a l'església de Sant Esteve de Guialbes i des d'on el porten de processó.